# Шостка
Шо́стка (МФА: [ˈʃɔst̪kɐ] ( прослухати)) — місто в Україні, адміністративний центр Шосткинської міської громади та Шосткинського району Сумської області. Населення — 71 966 осіб (станом на 1 січня 2022 року). Площа міста — 43,62 кв. км. Важливий культурний центр Сумщини.[джерело?]

## Географія
Місто Шостка розташоване на Сіверщині, за 209 км на північ від обласного центру, на березі однойменної річки, шостої притоки Десни. Вище за течією за 1 км розташоване село Гамаліївка. На річці кілька загат. До міста примикає лісовий масив (сосна, дуб). Через місто пролягають автошляхи Т 1908, Т 1912, Т 2502, Р65 та залізнична лінія Терещенська — Новгород-Сіверський, на якій розташована станція Шостка. 
На північно-західній околиці міста бере початок річка Люта, ліва притока Івотки. Також є невелике Галинківське озеро, що в мікрорайоні Капсуль. У місті розташовані 2 ботанічні пам'ятки природи: «Дуб-Велетень» та «Садовий бульвар».

## Назва
Назва міста за основною версію походить від однойменної річки, з чим згодні всі краєзнавці. Але з приводу назви самої річки існує чимало версій. Найпоширеніші з них говорять, що назва пішла від шостої притоки Десни, шостої милі, шестеренних механізмів млинів. Є думка, що назву річці дала жердина (шест): оскільки місцевість була заболоченою, переміщатися доводилося за допомогою палиці[джерело?].
Місцевий історик С. І. Грива висував цікаву версію про те, що колись по обох сторонах річки росло безліч конвалій, що називалися в народі «шестка». Саме ця назва ніжної квітки дала назву річці, а річка — місту.
За версією українського мовознавця Тищенка Костянтина Миколайовича, назва «Шостка» походить від литовського «šūstis» (сухе місце, купа, підвищення), а польське написання «Szóstka» сіверської назви «Шустка» (з пол. «шістка») вплинуло на пізніше прочитання її як «Шостка».

## Населення
Чисельність населення:
| 1772   | 1780   | 1859   | 1860   | 1901   | 1914   | 1917   | 1924   | 1926   |
| ------ | ------ | ------ | ------ | ------ | ------ | ------ | ------ | ------ |
| 51     | 360    | 3 500  | 3 900  | 7 000  | 9 300  | 9 300  | 8 800  | 8 500  |
| 1931   | 1932   | 1941   | 1953   | 1959   | 1969   | 1970   | 1979   | 1981   |
| 13 000 | 13 200 | 34 000 | 28 600 | 39 000 | 59 000 | 64 000 | 80 000 | 83 000 |
| 1984   | 1989   | 1999   | 2001   | 2006   | 2010   | 2020   | 2022   |        |
| 84 000 | 92 900 | 91 900 | 87 100 | 83 200 | 80 300 | 73 800 | 71 900 |        |

### Національний склад
Розподіл населення за національністю за даними перепису 2001 року:
| Національність  | Відсоток |
| --------------- | -------- |
| українці        | 86,74 %  |
| росіяни         | 9,19 %   |
| білоруси        | 0,30 %   |
| євреї           | 0,12 %   |
| вірмени         | 0,11 %   |
| інші/не вказали | 3,54 %   |

### Мова
Розподіл населення за рідною мовою за даними перепису 2001 року:
| Мова            | Чисельність, осіб | Відсоток |
| --------------- | ----------------- | -------- |
| Українська      | 53 023            | 60,81 %  |
| Російська       | 31 168            | 35,74 %  |
| Вірменська      | 56                | 0,06 %   |
| Білоруська      | 54                | 0,06 %   |
| Ромська         | 30                | 0,03 %   |
| Румунська       | 12                | 0,01 %   |
| Інші/Не вказали | 2857              | 3,29 %   |
| Разом           | 87 200            | 100 %    |

## Історія
Територію почали заселяти здавна: поблизу міста знайдено крем'яні знаряддя праці доби пізнього палеоліту (15 тис. років тому). У XVI—XVII століттях у малопрохідних лісових місцях почали селитися втікачі з Правобережжя. Місто Шостка веде відлік своєї історії з 1670-х років, коли локотський козак Воронізької сотні Степан Бугай побудував біля села декілька млинів на річці Шостці, один з яких в 1739 році був переданий для «устройства порохового завода». Перший свій млин Бугай збудував у 1676 році за універсалом Івана Самойловича «Стецькови Бугаєнкови, жителеви села Локотки, позволил на ріке Шустце, за тем селом гоней три (за три-чотири сотні метрів від села) в місті непенном… греблю висипати… млин збудувати». «Стефан Бугай, товариш сотні Воронежской» також за гетьманським універсалом насипав греблю і побудував млин на річці Шостці. Село тоді мало усього 20-30 козацьких хат, розташованих з обох берегів річки Локотки. А млин був на річці Шостці там, де нині стоїть залізобетонний місток через річку Шостку, за яким праворуч на провулку (нині Чехова) знаходиться так звана Богаєщина, колишній Богаевський хутір прямих нащадків локотського козака Воронізької сотні Степана Бугая. Так виникло селище Локотки, що є частиною сучасної Шостки. 1688 року отримав універсал гетьмана Мазепи протопоп (1688—1704) містечка Вороніж Йосип Лазаревич, за яким дозволялося «на купленом его власном займище на речце Шустце, нижей села Локоток, греблю займати й млин фундовати, своєю власною працею и коштом».

Універсал гетьмана Івана Мазепи від 10 листопада 1701 року
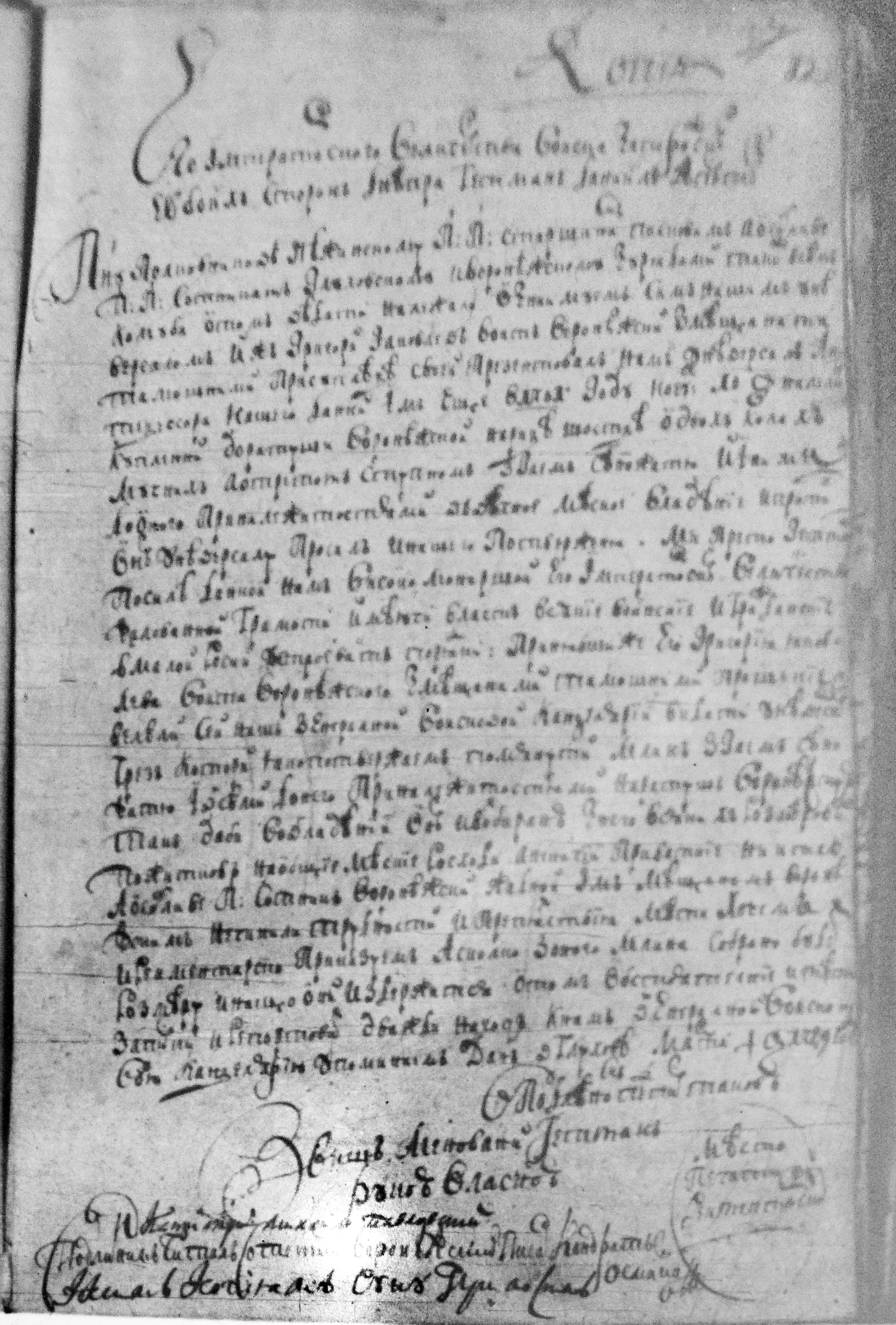
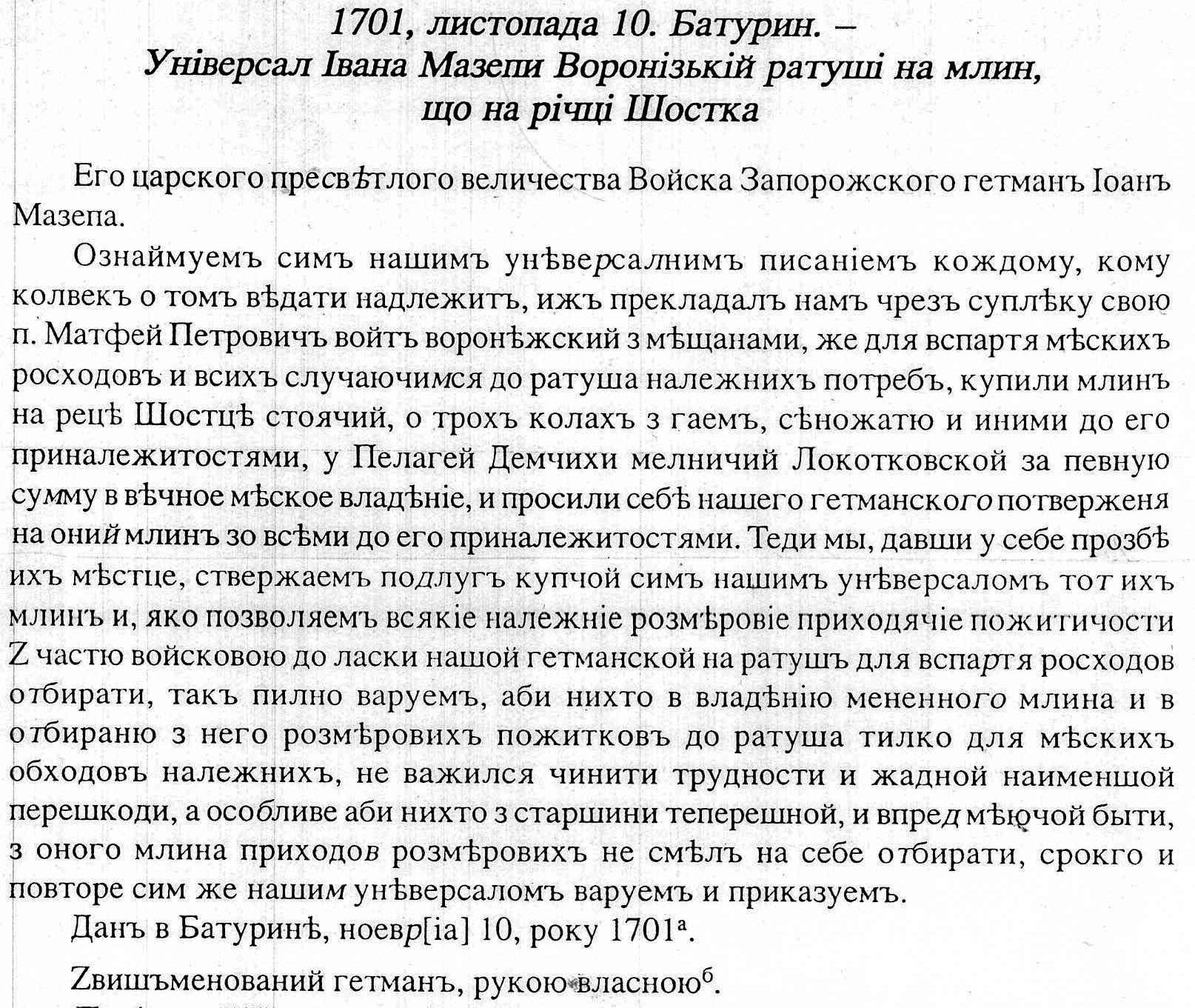

Іван Мазепа дозволив своїм універсалом від 10 листопада 1701 року придбати Воронізькій ратуші «млинъ на реке Шостке о двохъ колахъ мельнихъ, а о третемъ ступномь», що належав Пелагеї Демчисі, родичці воронізького протопопа Йосипа Лазаревича. У 1739 році Воронізька ратуша передала млин військовій артилерії для будівництва порохового заводу.

### XVIII століття
У першій половині XVIII століття (правління Анни Йоанівни (1730—1740), під час російсько-турецької війни, що почалася у 1735 році, гостро постало питання своєчасного поповнення боєприпасами російської армії, оскільки «театр» бойових дій був значно віддалений від центрів виробництва пороху. Зважаючи на те, що виробництво селітри та пороху здавна практикували в Сіверських краях і сіверська територія розташовувалася відносно недалеко від російсько-турецького кордону, царський уряд вирішив організувати виробництво пороху в Україні. Указом Сенату від 14 лютого 1736 року наказано «в Малороссийские и Слободские полки, казакам и к пушкам пороху сколько какого когда потребно, столько оного делать в Малой России при Генеральной Артиллерии и в Слободских полках в одном полку…», Указом від 21 травня 1739 року графу Румянцеву наказували '«крайнее смотрение прилагать, что бы пороху вистачало не тільки казакам, але й гарнізонам і корпусам». Виконання цього Указу стало основою для заснування порохового заводу на річці Шостці. Генерал І. Шипов у серпні 1739 року повідомив її імператорську величність, що для заводу, який «велено завесть в одном Слободском полку», знайдено місце — млин у Ніжинському малоросійському полку при Воронізькій сотні на річці Шостка, за 30 верств від міста Глухова. Пороховий завод відкритий у серпні 1739 року. На початок грудня 1739 року виготовлено 750 пудів пороху. У 1742 році артилерійська канцелярія і Військова колегія вирішили, що в Україні «пороховому заводу на р. Шостка не быть». На деякий час порохове виробництво на річці Шостка було повністю припинено.
Шосткинський не був першим пороховим заводом в Україні. Виробництво пороху на українських землях почалося ще з третьої чверті XVII століття. Достеменно невідомо, з яких часів за 2 версти від Глухова на річці Есмань робили «толчеями» до 1500 пудів пороху на рік. За часів гетьмана Данила Апостола (1727—1734) пороховий завод діяв у Мглинській сотні. 14 лютого 1736 року утворений пороховий завод на річці Усок при хуторі Шкірманівському, який виготовляв продукцію приблизно до 1762 року. Генеральний обозний  Яків Лизогуб (1728—1749) вважав, що цей пороховий завод здатний «ставить порох по 4 карбованця за пуд» і що «оный порох против московского весьма сильнее». Але річка Усок з часом обміліла, і Шкірманівський завод «захирів». Можливо, саме тому на Шостці, за 30 верст від Глухова і за 18 верств від впадання її в Десну був побудований новий пороховий завод, на якому передбачали виготовляти 12 000 пудів пороху на рік. У серпні 1739 року завод «на взятой от ратуши мельнице» почав діяти.
9 червня 1765 року імператриця Катерина II, ознайомившись з донесенням генерал-губернатора Малоросії Павла Румянцева «о полезности заведения на Украине пороховых заводов», наказала начальнику артилерії графу Григорію Орлову представити з цього питання своє бачення. 14 липня 1765 року граф Орлов звернувся до канцелярії головної артилерії та фортифікації з вимогою представити йому звіт про «целесообразность заведения пороховых заводов на Украине». 24 липня 1765 року канцелярія, вивчивши питання про необхідність постачання в Україні фортець, польових полків, Донського та Малоросійського Війська, а також вільного продажу пороху представила Г. Орлову звіт, в якому підкреслювала, що в Україні «…пороховой завод в благопристойных местах учредить следует».
28 липня 1765 року Г. Орлов представив звіт Катерині II, в якому виклав висновки канцелярії та заключив, що «…в Малой России завод учредить за полезное признать можно», доручив вибір місця для його будівництва графу П. Румянцеву. На цьому звіті Катерина II написала резолюцію — «Быть по сему и о сем с графом Румянцевым снестись».
У серпні 1766 року Г. Орлов наказав генерал-поручику Внукову зняти план та скласти опис зі старого (закритого) Шосткинського порохового заводу, який перебував у підпорядкуванні Малоросійської колегії. Для виконання цих робіт на річці Шостці було відряджено капітана Бреклінга. 20 жовтня 1766 року Внуков надіслав Г. Орлову план заводу та звіт, в якому сповіщав, що раніше на Шосткинських порохових заводах виробляли до 600 пудів пороху на рік, а при будівництві нових порохових млинів можна збільшити його виробництво до 10 000 пудів на рік. 7 січня 1768 року П. Румянцев особисто доповів Г. Орлову, що кращого місця для будівництва порохового заводу артилерійського відомства, ніж старий Шосткинський пороховий завод, «…здесь не сыскивается». 24 березня 1771 року, коли місце для будівництва нового порохового заводу було вже затверджене, Г. Орлов наказав Канцелярії відрядити з Петербургу в Глухів на р. Шостку майора артилерії А. А. Рудометова для організації та будівництва нового порохового заводу на місці старого та прийому його в артилерійське відомство. 10 травня 1771 р. канцелярія склала повний план робіт та виділила на будівництво й утримування штату 10 000 руб. 17 травня 1771 року А. Рудометов з командою майстрів та артилерійських службовців (з 17 осіб) на 10-ти ямських підводах вирушили з Санкт-Петербурга до Глухова. З кінця 1771 року завод отримав назву «Шостенский артиллерийский пороховой завод».
З 1771 по 1775 роки на заводі були побудовані: гребля з трьома шлюзами, п'ять «вододействующих фабрик» (млинів), чотири «сухопутні» млини на кінній тязі, «селитреная варница»", будинки для складання і сортування пороху, кузня, сараї для збереження бочок, інструментів, рогожі і вугілля, пороховий магазин, кам'яні льохи, вартові приміщення, казарми для штату. Командирський будинок зі службами і стайні.
20 лютого 1775 року А. Рудометов доклав у канцелярію про стан штату заводу, про виробництво пороху й селітри. У цей час на заводі працювало 155 осіб. Тяглова сила — 40 коней і 24 вола. Готового пороху — «мушкетного, гарматного, ручного, гвинтівкового» — 448 пудів, сірки 476 пуда, селітри 11 800 пудів. Завод з кожним роком випускав готової продукції дедалі більше і більше: у 1781 р. виготовили 3 650 пудів пороху, у 1789 р. — 5 423.

### XIX століття

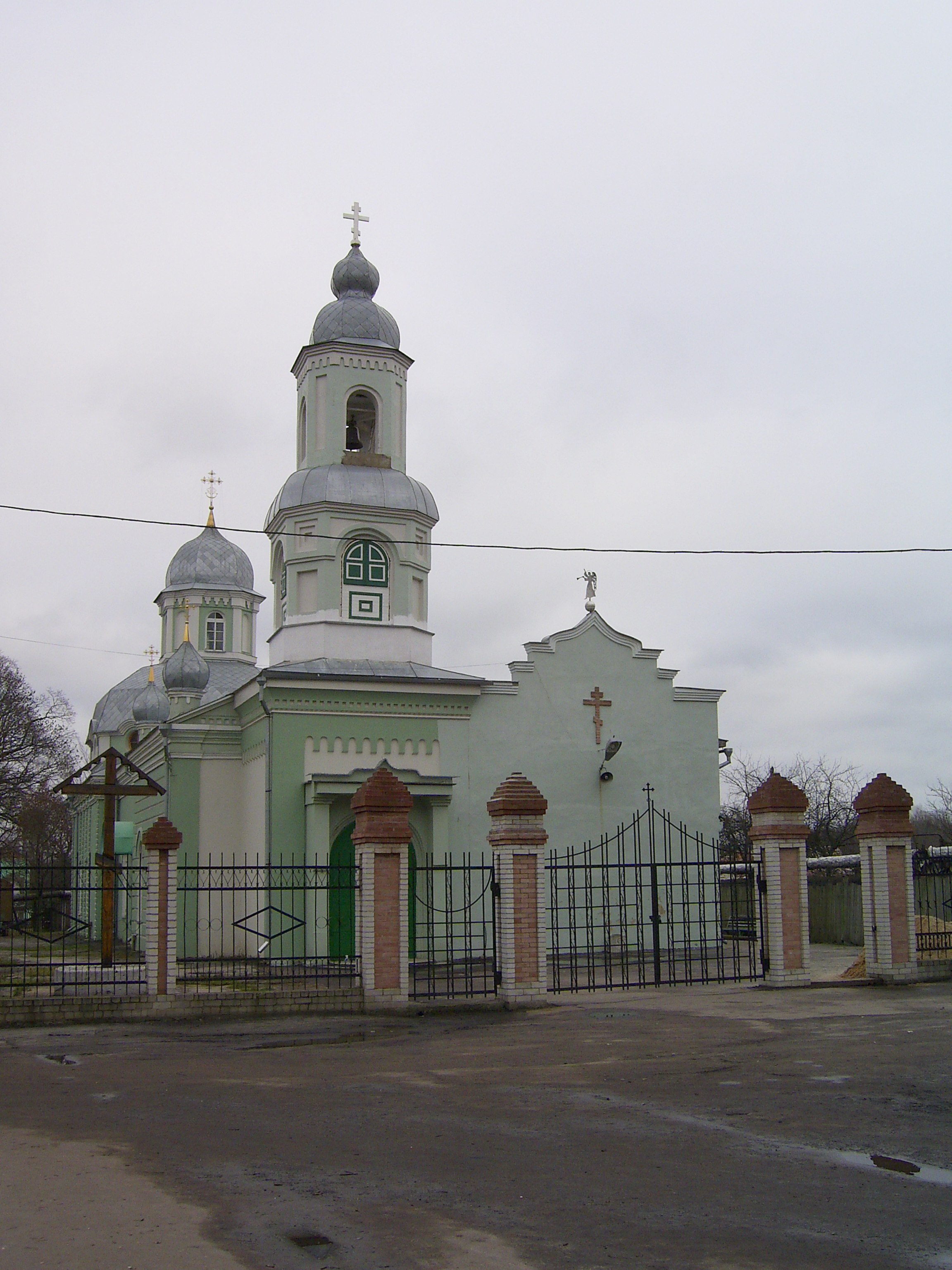
Церква Різдва Христового 1883 року

Під час французько-російської війни 1812 року, завод, тимчасово, віддали у розпорядження головнокомандуючого російськими військами. За час війни шосткинці виготовили і відправили в діючу армію й ополченцям 24536 пудів пороху. Російська армія не мала перебоїв у забезпеченні порохом. М. І. Кутузов був задоволений порохівщиками Шостки і видав спеціальний наказ про їхнє заохочення, у ньому оголосив подяку адміністрації заводу, а майстрам і робітникам виділив грошову винагороду на загальну суму 1300 карбованців.
У 1848 році побудований капсульний завод (нині — «Імпульс»).
Військові події періоду європейських революцій та Кримської війни 1848—1856 р.р. змінюють характер діяльності заводу, вона ще більше розширюється. Пороху виготовлено в 1853 р. — 23,5 тис. пудів, у 1854 — 40,9 тис. пудів. У 1855 році (рік найсильніших боїв під час оборони Севастополя) роботи ведуться по ночах, у святкові дні, протягом усієї зими. Вироблено 134,3 тис. пудів пороху, що склало 43 % усього пороху, виготовленого на казенних заводах — це майже в 6 разів більше в порівнянні з 1812 роком. У роботі задіяно 55 фабрик у старому і новому порохових містечках. Капсулів у цей рік виготовлено 50 млн одиниць.
У 1871 році Шосткинський артилерійський пороховий завод відзначив 100-літню річницю роботи в артилерійському відомстві і став називатися «Михайлівський Шосткинський артилерійський пороховий завод».
До 1872 року на заводі працювали тільки військовослужбовці. Наказ «Про впровадження робіт за допомогою вільнонайманих мастерових та робітників» був виданий 20 березня 1872 року. З 1895 року дозволяється праця жінок.

### XX століття
Російсько-японська війна 1904—1905 років, а згодом і Перша світова війна, викликали подальший розвиток заводу. Шосткинський пороховий завод став одним з найбільших заводів Російської Імперії. Він постачав боєприпасами Порт-Артур, Варшавську, Зеландско-Георгіївську, Ковенську, Івано-Городську, Квантунську фортеці.
За 1914—1917 роки було поставлено армії понад 10 тис. тонн бездимного пороху, щорічно вироблялося понад 100 млн одиниць капсулів і до 50 тис. освітлювальних ракет. Завод зіграв вирішальну роль у розвитку м. Шостка.
З початком радянсько-української війни, у грудні 1917 року, відбулася перша більшовицька окупація Шостки силами загонів петроградських і московських робітників, сформованих із учасників жовтневих боїв у Москві. Шостку до 14 січня 1918 року обороняв загін Вільного козацтва. Відомо, що у Шостці та Воронежі зокрема знаходилось 50 — 60 козаків вільного козацтва сотенного (штабс-капітана) Монастирського. Шосткинські більшовики одразу, у грудні 1917 року, зорганізували свій перший революційний комітет.

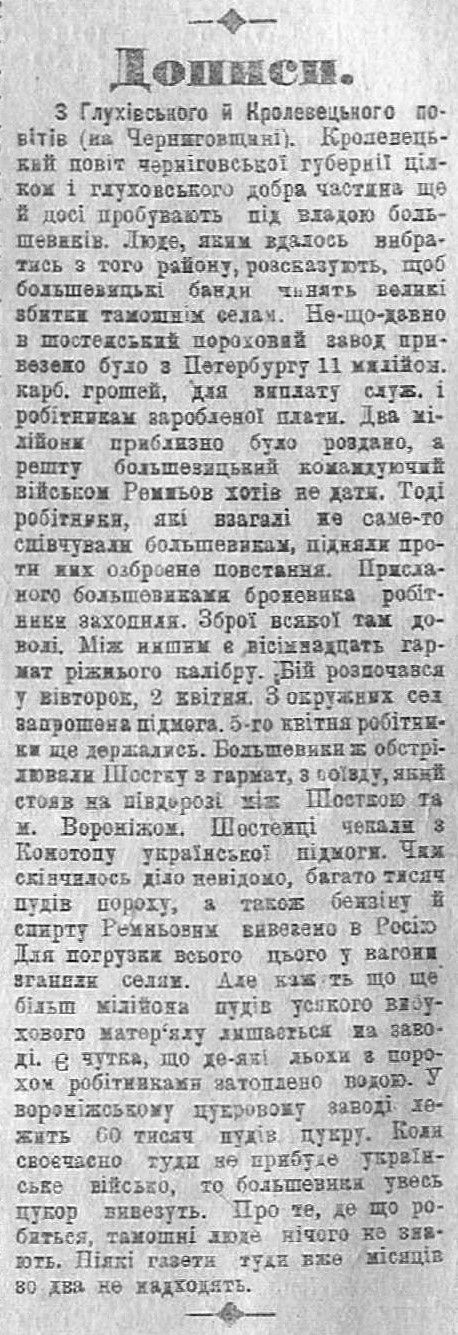
Газета «Нова Рада» (Київ), № 53 від, стор. 4

9 лютого 1918 року Українська Центральна Рада підписала з Німеччиною, Австро-Угорщиною, Туреччиною та Болгарією Берестейський мирний договір, за яким в тому числі Німеччина та Австро-Угорщина надавали молодій державі збройну допомогу в боротьбі з більшовиками. Це спричинило поспішну «евакуацію» більшовицьких військ з території України. 4 (17) березня 1918 року Друга (Особлива) армія під командуванням анархіста Опанаса Ремньова підійшла до Шостки з «отрядом из 300 стрелков-красногвардейцев и моряков с четырьмя пулеметами, имея резерв на станции Терещенской из 100 стрелков при 3 пулеметах и двух броневиках». Водночас на Шосткинському пороховому заводі (ШПЗ) почала діяти більшовицька евакуаційна комісія, метою якої було вивезення цінного обладнання порохового заводу та грошей призначених для виплати робітникам до Росії. В той же час шосткинські меншовики та есери об'єдналися та створили спільний підпільний штаб, який знаходився в будівлі заводоуправління. Більшовики та промосковськи налаштовані шосткинці перебували в меншості до пануючої «самостійницької» більшості Шостки.
Есери «пропонували підняти повстання проти Ремньова і більшовиків, яких називали бандитами» та закликали боротися «За єдину, неділиму Україну». Перевага проукраїнських настроїв в Шостці була закономірною, бо 80 % (6,5 тис. людей) її населення становили українці. 20 березня (2 квітня) 1918 мешканці Шостки, виведені з терпіння поведінкою Ремньова, його наміром пограбувати завод та оголошеною ним мобілізацією чоловіків від 20 до 30 років, застрелили комісара Шостки Георгія Моргуна та повстали. Повстанці розігнали «местный Совет, большевистский комитет, эвакуационную комиссию» та обстріляли трьохсотенний загін «красних» Особливої армії Опанаса Ремньова, що стояв у вагонах на залізничній станції Шостка. Загін Опанаса Ремньова на деякий час відступив. У цей час шосткинські повстанці сформували штаб, розбилися на загони. Були Організовані інтендантська служба, санітарна частина, були снаряжені спеціальні команди для підриву залізничних мостів. 7 гармат були виставлені на позиції та відкрили вогонь у відповідь на бомбардування, розпочате Ремньовим з метою підриву порохових погребів. Селяни, дізнавшись про повстання, навезли робочим обози хлібу та інших харчів. Відбувся бій з загоном Ремньова, якому на допомогу прибув «партизанський загін з Брянська». У повстанні взяло участь за деякими даними до 3-х тисяч шосткинців. Були вбиті та поранені з обох сторін. Бій, що почався 20 березня (2 квітня) 1918 за участю кулеметів та тривав п'ять діб, протягом яких шосткинці вільно відбивали напади більшовиків, причому робітникам вдалося підбити більшовицький поїзд, відняти броньовик та підстрелити аероплан, з якого пілота було взято в полон. 24 березня (6 квітня) 1918 Ремньов повів на Шостку рішучу атаку двома колонами. Колона, що атакувала правий фланг була розбита, причому робітники взяли в полон сімдесят більшовиків з помічником Ремньова Кузьміним. Під час бою права колона підійняла білий прапор і більшовики заявили про своє бажання вести мирні переговори. Військові дії припинилися та парламентерів направили в штаб. Скориставшись перемир'ям Ремньов ввів у Шостку загін червоногвардійців, який вирішив участь оборони.
Повстанці зазнали поразки, та відійшли, запросивши підмогу у Військового міністерства УНР. На ранок червоногвардійці вели до свого штабу активних учасників повстання та розстрілювали їх, проте офіційно зазначалося, що їх направляли до тилу Червоної гвардії для подальшого розслідування. Ремньов наказав терміново відправити 40 тисяч пудів пороху ніби на фронт проти німців-гайдамаків, що з ними ремньовці в той час бились біля міста Кролевця, проте порох справді було надіслано на північ до Москви. З порохового заводу більшовиками також було вивезено 35 вагонів цінного обладнання, зокрема платинові чаші та змійовики вагою 53,38 кг. Особлива армія Ремньова, пограбувавши пороховий завод, відступила на 150 верст до російського Брянська.

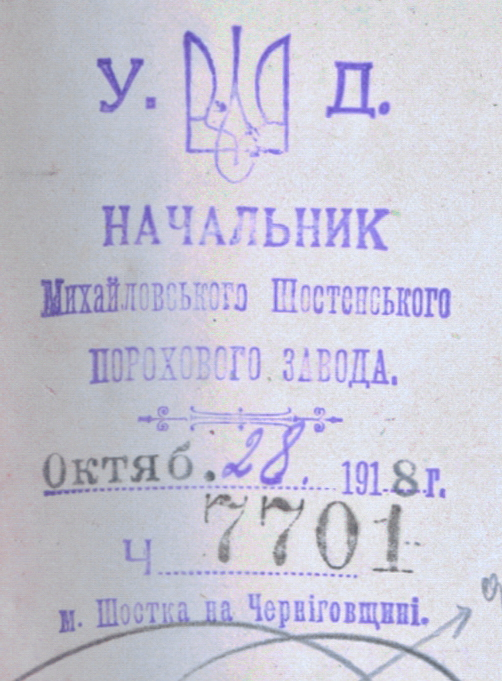
Заголовок листа начальника ШПЗ періоду Української Держави

У період короткочасного безвладдя, на початку квітня 1918 року, в Шостці було організовано загін охорони заводу під командування Романа Литовченка. Це було зроблено в тому числі для припинення погромів, які чинили більшовики в Новгороді-Сіверському, звідки в Шостку явилася делегація з проханням надати допомогу населенню. 18 або 19 квітня у Шостку урочисто та з музикою, увійшли союзні з урядом УНР німецькі війська. Їхньому командуванню були передані у повній справності воєнні заводи. Вже рано вранці 7 (20) квітня 1918 загін прибув у Новгород-Сіверський, куди пізніше, о 10 годині, увійшли німецькі війська. Була запроваджена німецька комендатура, а з приходом до влади в Україні гетьмана Павла Скоропадського у травні 1918 року з'явилася ще й гетьманська комендатура. Комендантом був Георгій Пилипенко. На зміну охоронному, було сформовано гетьманський загін чисельністю до 70 людей, налаштований на самостійницькі ідеї, командиром якого також був Роман Литовченко. Загін висувався через Новгород-Сіверський до містечка Грем'яч, де розправлявся з більшовиками.
За часів Української держави на пороховому заводі діяла так звана демобілізаційна комісія, що мала на меті переведення заводу з військового режиму роботи до випуску виробів мирного часу. Завод поступово почав приймати приватні замовлення, відновлювалась його робота. У жовтні 1918 року було укладено договір про проводку електричної мережі для освітлення вулиць поселення та приватних будинків. В той же час зі складів заводу постійно вивозились цінні матеріали: порох, нафта, спирт, металічні вироби, тканини. Згідно з Брест-Литовським мирним договором 3/5 майна заводу було передано німецькій стороні. Це призводило до зневіри робітників у завтрашньому дні.
18 вересня 1918 року більшовики висадили в повітря пороховий склад.
Після видання гетьманом грамоти «До всіх українських громадян», в якій говорилося про федерацію Української держави з небільшовицькою Росією, Шостка 9 (22) листопада 1918 року перейшла з рук гетьманців до прихильників Директорії: 2-й курінь 2-го Сірожупанного полку військ Директорії «роззброїв у Шостці відділ гетьманців, ядром якого був загін 5-го Глухівського полку» (мається на увазі 5-й Чернігівський корпус Української Держави). Згодом склади в Шостці перейшли під охорону Чорноморської дивізії Осадного корпусу військ УНР, а Сіра дивізія була направлена на Волинь для поповнення.
5 (18) грудня 1918 року Шостка була захоплена військами 1-ї української радянської дивізії — Новгород-Сіверський полк під командуванням Т. В. Черняка.
У липні 1919 року в Шостці було оголошено надзвичайний стан. У вересні під натиском Добровольчої армії радянські війська залишили місто. Влада білих протрималася недовго — в листопаді 1919 р. частини 14-ї армії РСЧА повторно захопили Шостку.
У 1920 році Шостка стала центром повіту, а з 1924 року — отримала  статус міста. Подальший розвиток міста визначило будівництво тут у 1931 році фабрики кіноплівки, яка значилась в переліку таких новобудов як Дніпровська ГЕС, Харківський тракторний завод та інших гігантів. 1930-ті роки були для Шостки періодом другого народження. Один за одним до ладу діючих ставали підприємства будіндустрії, легкої та харчової промисловості, заклади культури, школи, дитячі садки, був відкритий хіміко-технологічний інститут. Швидко розвивалось житлове будівництво.
Під час організованого радянською владою Голодомору 1932—1933 років померло щонайменше 559 жителів міста.
З 1939 року Шостка є містом обласного підпорядкування.
Під час Другої світової війни були зруйновані всі промислові підприємства. Сьогодні в місті нараховується 10 пам'яток військової історії.
З початку війни тут діяв Шосткинський партизанський загін на чолі з К. Ю. Тралом та О. П. Озеровим. Пізніше одна частина загону приєдналася до з'єднання С. А. Ковпака, друга — до з'єднання О. М. Сабурова. В 1942 р. в партизанському з'єднанні Я. І. Мельника було сформовано другий Шосткинський партизанський загін.

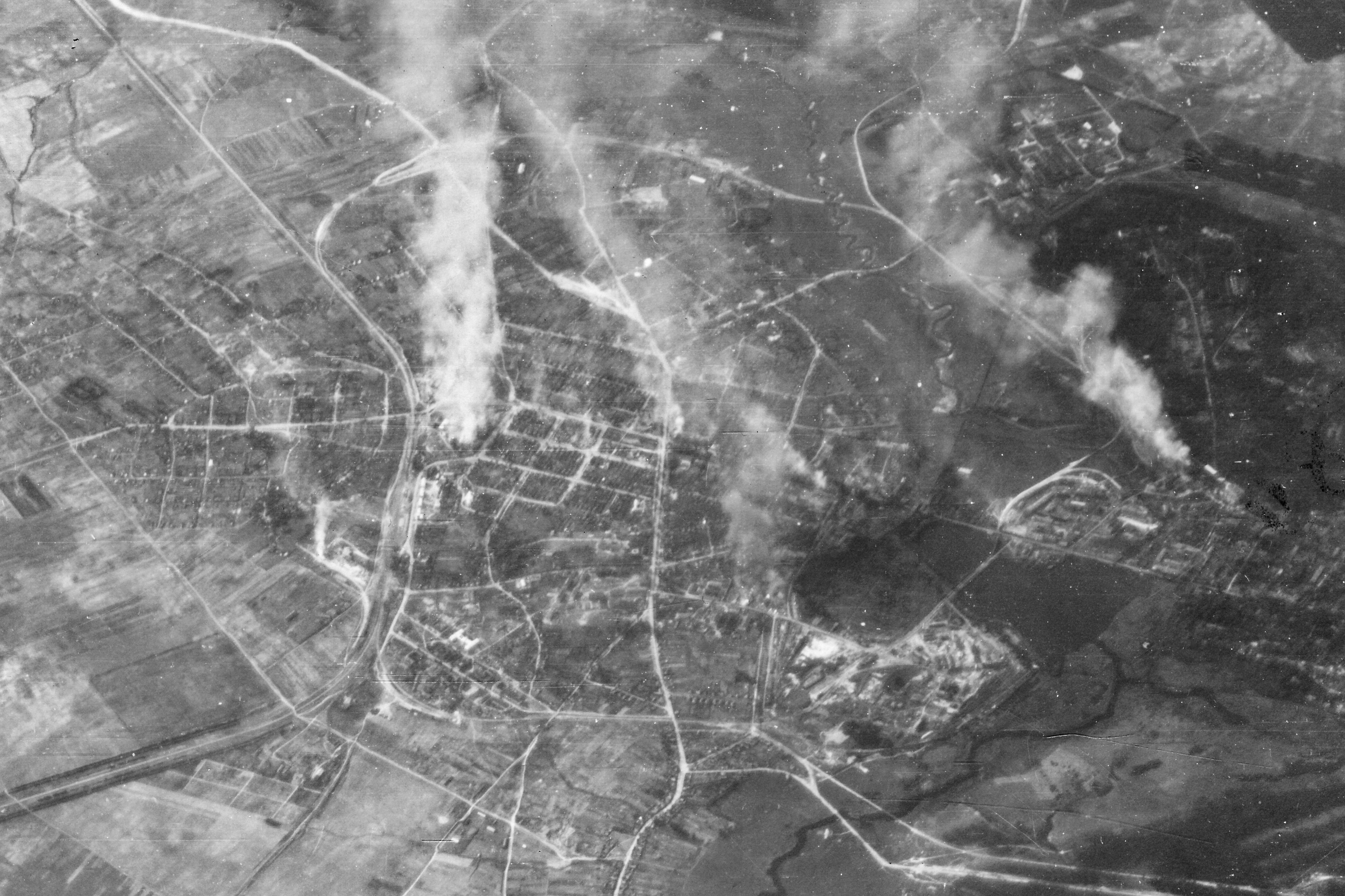
Краєвид Шостки з повітря у день зайняття міста радянськими військами

4 тисячі шосткинців відзначені орденами та медалями. Також, є 12 Героїв Радянського Союзу, один з яких — випускник технікуму І. М. Кожедуб був удостоєний цього звання тричі.
2 вересня 1943 року воїни 6-ї гвардійської Рівненської стрілецької дивізії під командуванням генерал-майора Д. П. Онупрієнка (1906—1977) зайняли Шостку.

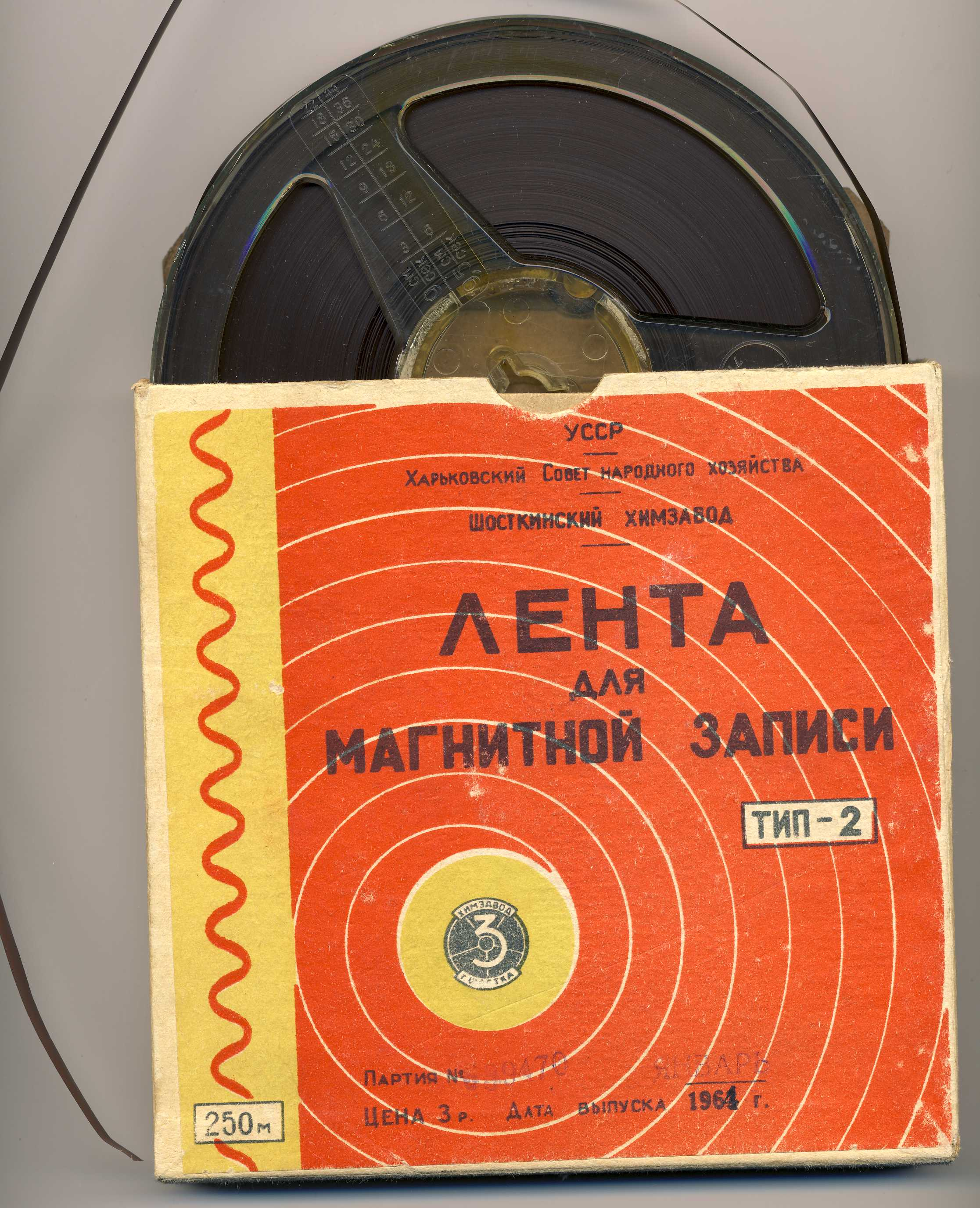
Магнітофонна стрічка виробництва Шосткинського хімзаводу № 3 (1960-ті)

У повоєнні роки місто було відбудовано і стало інтенсивно розвиватись. Воно стає одним з потужних економічних центрів. У 1950–1980-ті роки в місті було збудовано завод хімічних реактивів, пивзавод, завод ЖБК та ряд інших підприємств. Фабрика кінофотоплівки перетворилась на гіганта ВО «Свема». Пороховий завод — казенний завод «Зірка» та капсульне виробництво — казенний завод «Імпульс» працювали на повну потужність, підтримуючи обороноздатність нашої країни.

### Російське вторгнення в Україну
Російська армія 31 грудня 2024 року двічі завдала ударів по Шостці тринадцятьма ракетами. Спочатку обстріл відбувся о 03:00 ночі, а потім повторно близько 08:00. У місті пошкоджені щонайменше 12 багатоповерхівок, а також приватні будинки, поліклініка та два заклади освіти. 43 багатоквартирних будинків залишилась без опалення внаслідок пошкодження трьох котелень.

## Економіка
Основна галузь промисловості Шостки:
- хімічна (звідси назва Шостки «місто хіміків»): найвідоміше шосткинське підприємство виробниче об'єднання Свема випускало кіно-, фото- та магнітну плівку для всього СРСР (станом на 2011 рік припинило своє існування); завод хімічних реактивів, казенні заводи № 9 «Зірка» та № 53 «Імпульс» (військового призначення);
- харчова промисловість — борошномельна, м'ясна, сироробна (Шосткинський сирний завод; Шосткинський м'ясокомбінат);
- інші підприємства (деревообробна, легка галузі промисловості).

У 2009 році підприємствами міста реалізовано промислової продукції (робіт, послуг) на 844 494,3 тис. грн., з неї продукції переробної промисловості на 685 488,2 тис.грн. У загальному обсязі реалізованої продукції 50,4 % становила продукція підприємств з виробництва харчових продуктів, 22,5 % — підприємств хімічної і нафтохімічної промисловості, 18,8 % — з виробництва та розподілення електроенергії, газу, води і лише 2,2 % припадало на продукцію машинобудування. Частки обсягів реалізації продукції підприємств деревообробної і целюлозно-паперової галузей склали 1,3 %.

## Транспорт
Для транспортного сполучення у межах Шостки, зокрема між головними міськими підприємствами, діє залізниця, у місті, зокрема діють станція Шостка, платформа Хіміків. Для міжміського сполучення існує автовокзал та автостанція № 2.

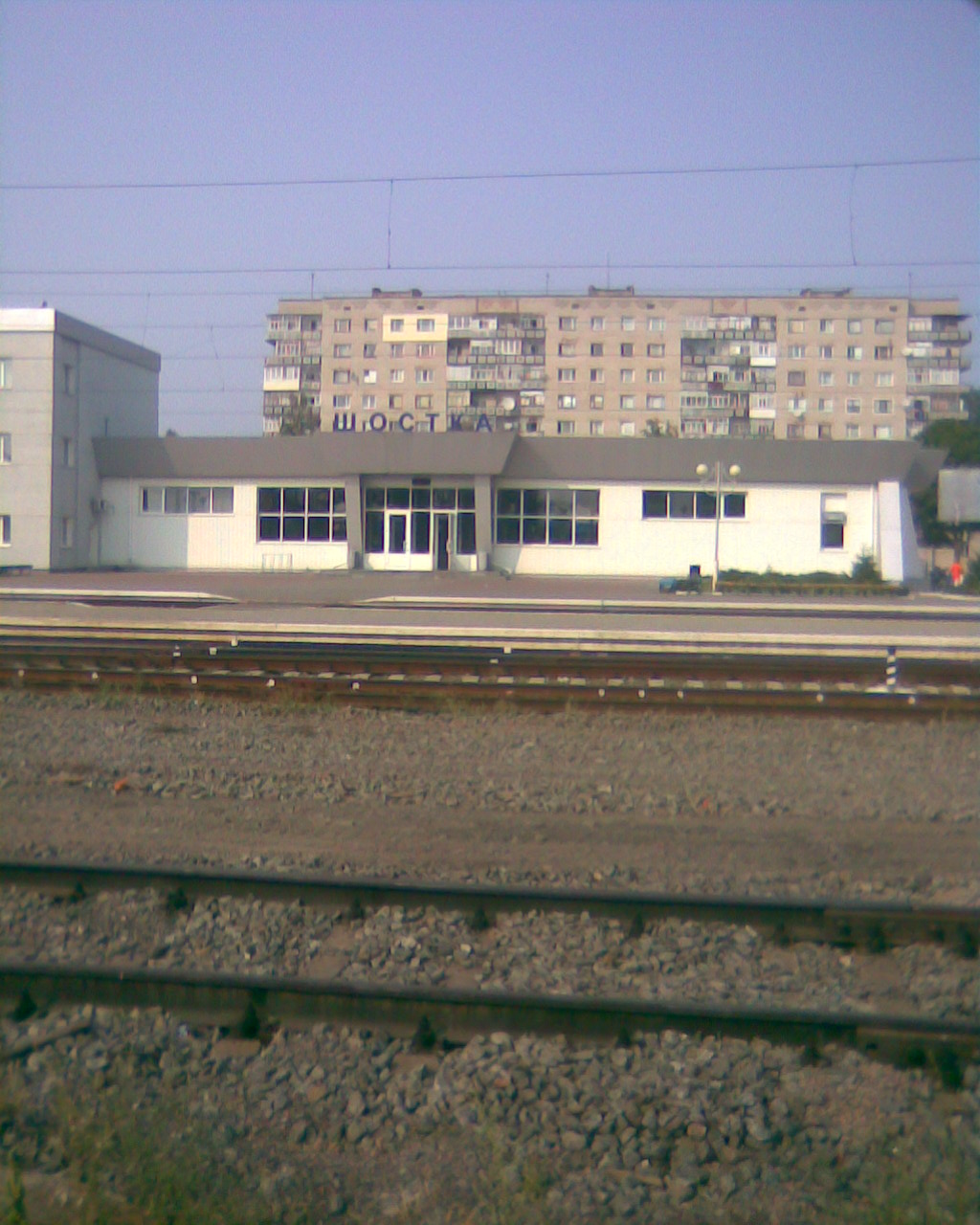
Вокзал станції Шостка
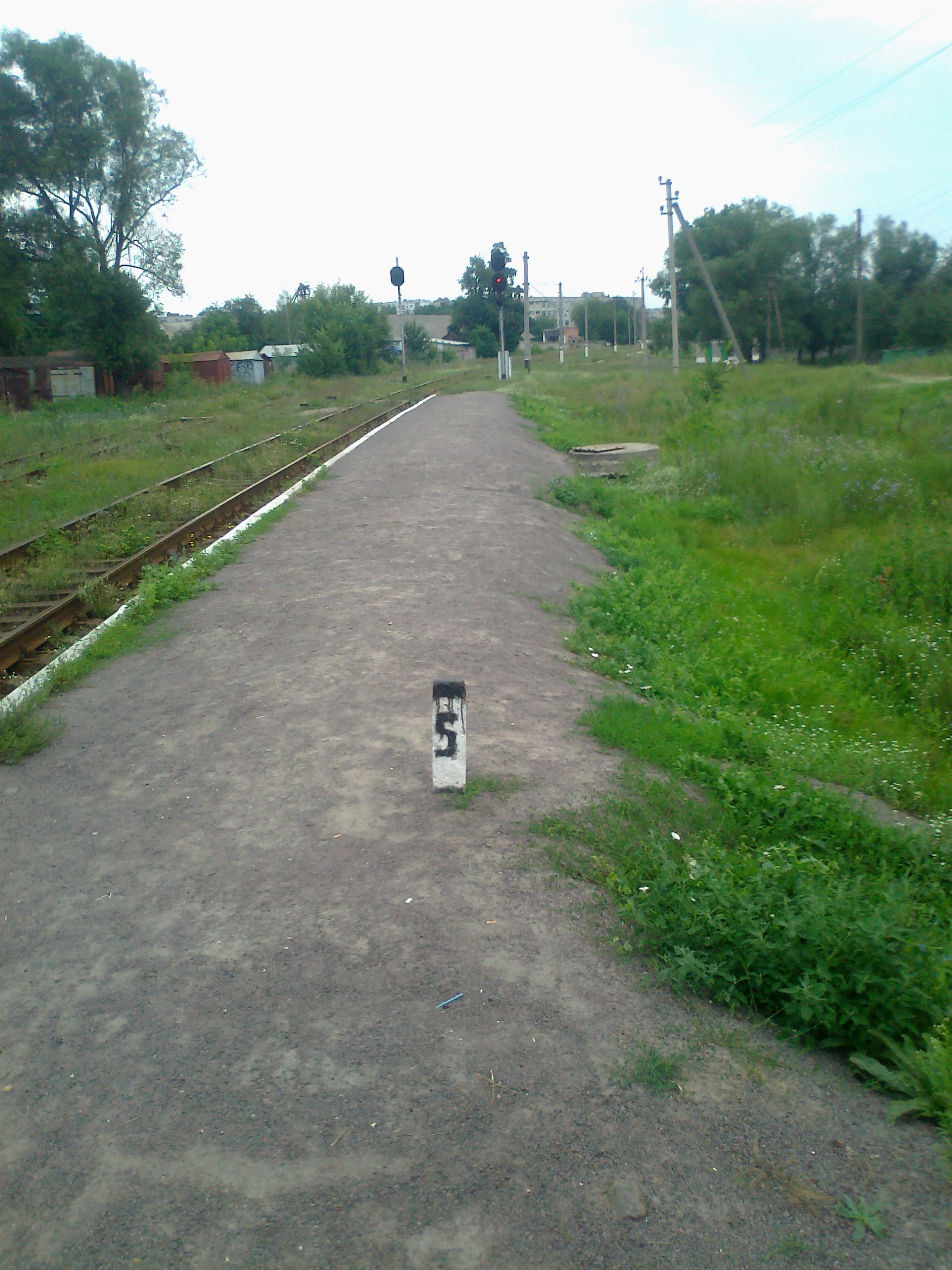
Платформа Хіміків
Автостанція № 2

Існує розгалужена система міського приватного таксі.

## Зв'язок
Послуги доступу до мережі Інтернет в місті Шостка надають:
по технології FTTB:
- Юасіті — uacity.net
- Київстар — kyivstar.ua

по технології ADSL:
- Укртелеком — ukrtelecom.ua

по технології 3G:
- Інтертелеком (до 31.10.2021 р.) — intertelecom.ua
- Київстар — kyivstar.ua
- Vodafone Україна — vodafone.ua
- Lifecell — lifecell.ua

по технології 4G:
- Київстар — kyivstar.ua
- Vodafone Україна — vodafone.ua
- Lifecell — lifecell.ua

## Соціальна сфера
В місті 9 закладів охорони здоров'я.
У Шостці діють 13 загальноосвітніх шкіл.
Вищі навчальні заклади і заклади професійної та підготовчої освіти Шостки:
- Шосткинський інститут СумДУ;
- Хіміко-технологічний коледж імені Івана Кожедуба;
- Консультаційний пункт СДПУ ім. А. С. Макаренка;
- Консультаційний пункт СНАУ;
- Шосткинське медичне училище;
- 3 професійно-технічних училищ: — Державний навчальний заклад «Шосткинський центр професійно-технічної освіти», — ДПТНЗ Шосткинське ВПУ, — ДПТНЗ Шостикнський професійний ліцей.
- Комунальна організація (установа, заклад) «Шосткинська спеціалізована школа І ступеня № 13 Шосткинської міської ради Сумської області»

## Засоби масової інформації
Друковані:
- «Полісся»
- «Перекресток»
- «Вовремя»
- «Шанс»

Телерадіокомпанія:
- ТРК «Телеком-Сервіс»[29]
- ТРК «Акцент»

Інтернет-ЗМІ:
- ШосткаNews.City
- shostka.info
- Шостка.UA
- Шостка.CITY

### FM-радіостанції
На території міста в межах радіочастот FM-діапазону своє мовлення проводять 8 всеукраїнських та регіональних радіостанцій:
| №п/п | Частота, МГц | Назва                                         | Потужність, кВт | Адреса вежі      | Передавач           |
| ---- | ------------ | --------------------------------------------- | --------------- | ---------------- | ------------------- |
| 1    | 88.0         | «Шлягер FM»                                   | 0,1             | вул. Свободи, 38 | ТОВ «Телеком Радіо» |
| 2    | 91.2         | «Хіт FM»                                      | 0,5             | вул. Свободи, 38 | ТОВ «Телеком Радіо» |
| 3    | 100.0        | «DJFM»                                        | 0,1             | вул. Сонячна, 88 | СФКРРТ              |
| 4    | 101.9        | «НВ»                                          | 0,1             | вул. Свободи, 38 | ТОВ «Телеком Радіо» |
| 5    | 102.5        | Радіо ТКС                                     | 0,1             | вул. Сонячна, 88 | СФКРРТ              |
| 6    | 105.3        | «Радіо Культура»                              | 1               | вул. Сонячна, 88 | СФКРРТ              |
| 7    | 106.9        | «Радіо Промінь»                               | 0,1             | вул. Сонячна, 88 | СФКРРТ              |
| 8    | 107.3        | «Перець FM»                                   | 0,2             | вул. Свободи, 38 | ТОВ «Телеком Радіо» |
| 9    | 107.8        | «Українське радіо» / «Українське радіо. Суми» | 1               | вул. Сонячна, 88 | СФКРРТ              |

Місцеві письменники та літературознавці мають можливість видавати свої твори у місцевому видавництві «Сіверщина».

## Пам'ятки

«Україна-Мати»
Баптистський храм-новобудова у Шостці (серпень 2007)
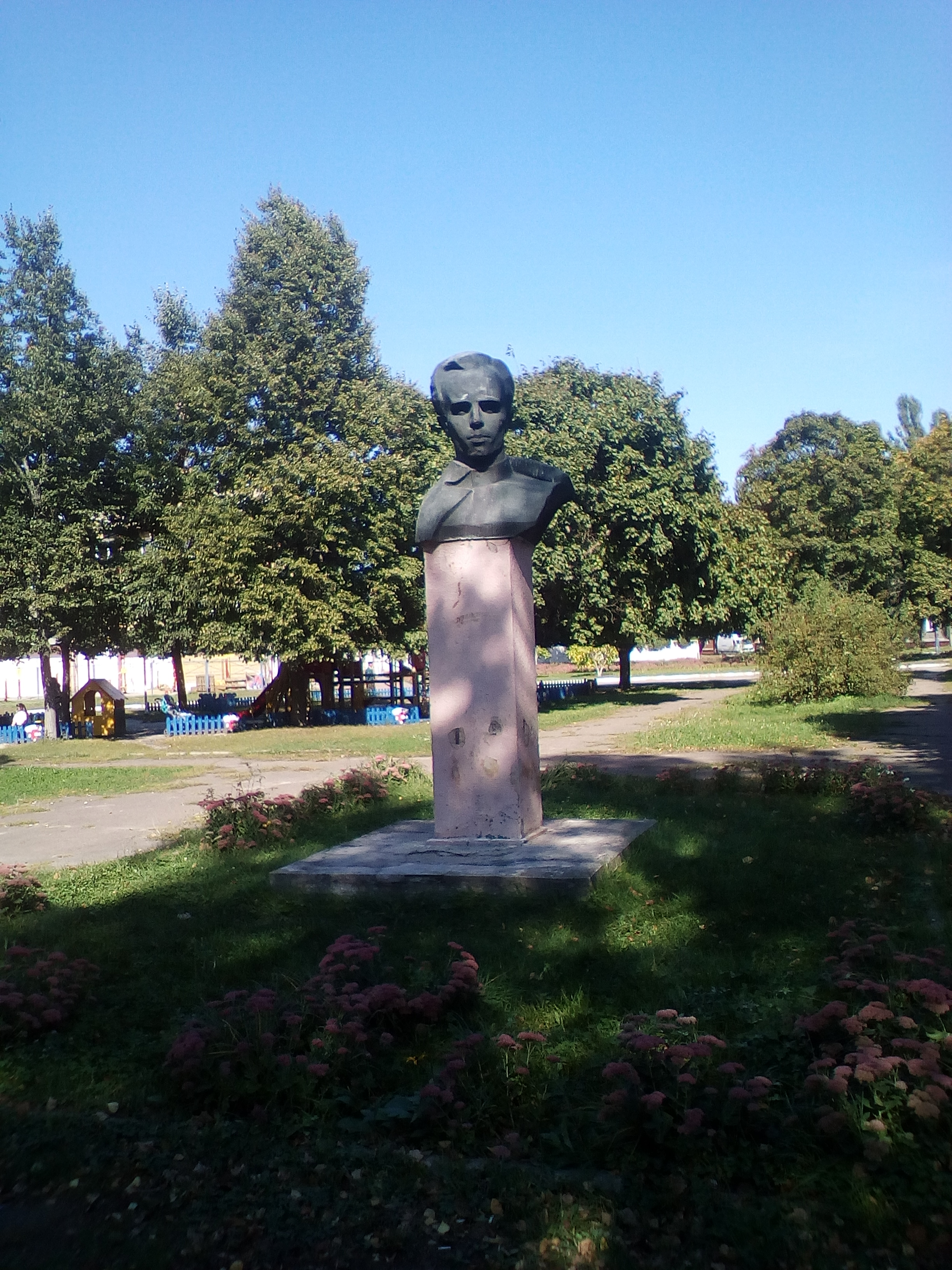
Пам'ятник Миколі  Островському
Пам'ятник Кожедубу
Фонтан

## Культура
Культурна сфера Шостки представлена низкою закладів культури — Палац культури і 2 будинки культури, декілька музеїв, з яких один є державним, решта — відомчі і при закладі освіти, бібліотеки, кінотеатр, школи естетичного виховання.
У Шостці працюють 8 бібліотек та їх філіалів, дитяча школа мистецтв та 2 музичні школи. Окрасою міста стали приміщення Палацу культури «Свема», Будинку культури ім. К. Маркса, ліцею.
У Шостці знаходиться одна з небагатьох мурованих каплиць Сумщини — Володимирська церква. Серед храмів можна виділити також Церкву Різдва Христового та Церкву Миколи Чудотворця.

### Музеї
- Шосткинський міський краєзнавчий музей — єдиний міський державний музейний заклад (від 1993 року), включає відділ «Музей І. М. Кожедуба»;
- Народний етнографічний музей при ВПУ-19;
- Музей казенного заводу «Імпульс»;
- Музей казенного заводу «Зірка».
- Меморіальний комплекс «Родинна Пам'ять» вул. Гагаріна, б.1

### Спорт
У Шостці є багато спортивних секцій, таких як футбол, баскетбол, хокей, бокс, боротьба, та інші бойові мистецтва, працює плавальний басейн по вул. Шевченко 10.
Також в місті є футбольний клуб Шостка, який є багаторазовим чемпіоном сумської області та хокейний клуб Шостка.

### Творчість
Осередком національного виховання підростаючого покоління є народний фольклорний ансамбль «Любисток» (керівник — Стегайло Т. А., Заслужений діяч естрадного мистецтва України, Заслужений працівник культури України). Ансамблем «Любисток» ведеться насичена концертна діяльність. Діти беруть участь у всіх заходах, що проводяться містом та областю. Значною подією для колективу є участь у творчому звіті майстрів народного мистецтва Сумської області «Перлини Сумщини». Колектив є учасником та переможцем Всеукраїнських та Міжнародних фестивалів та конкурсів.
Серед творчих колективів Шостки високою майстерністю і заслуженим визнанням відзначається Шосткинський народний ансамбль танцю «Джерельце», який виступав в Болгарії, Малі, Сенегалі, Фінляндії; звання народних удостоєні театр і танцювальний ансамбль «Полісянка» Будинку культури ім. К. Маркса.

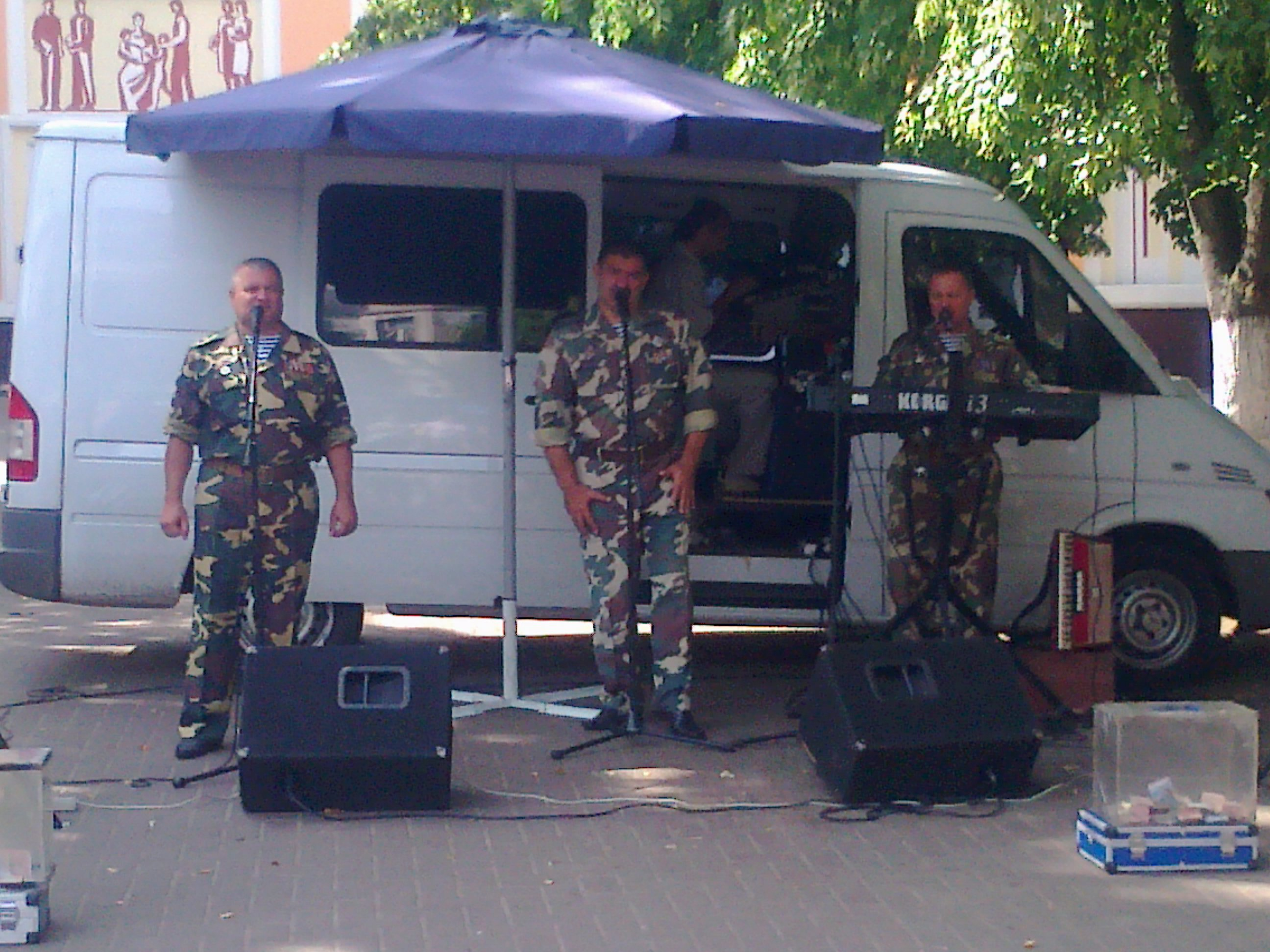
Виступ гурту «Контингент» (24.07.2011)

## Відомі особи
Уродженці міста:
- Бугаєвський Ярослав Вікторович (1998—2018) — молодший сержант Збройних сил України, учасник російсько-української війни.
- Степан Мальченко (*1858 —?) — полковник Армії Української Народної Республіки[31].
- Іван Филипенко (1891—1983) — учасник Першої світової війни, білогвардієць, емігрант, оперний співак у Австрії, Франції, Італії та США.
- Григорій Іваниця (1892—1938) — український філолог; репресований.
- Дмитро Чечулін (1901—1981) — радянський архітектор, головний архітектор Москви (1945—1949).
- Ївга Кузнецова (1913—1968) — українська громадська діячка, учасниця руху шістдесятників, виготовляла і поширювали самвидав.
- Меншун Валентина Іванівна — заслужений журналіст України, громадська діячка
- Віктор Дубок (1935—2013) — радянський і український архітектор, головний архітектор Києва (1992—1993), Заслужений архітектор України (1993).
- Віктор Бєлік (нар. 1948) — професор, доктор біологічних наук, орнітолог.
- Олександр Сорокалєт (нар. 1959) — радянський волейболіст, гравець збірної СРСР, срібний призер Олімпійських ігор, чемпіон світу, триразовий чемпіон Європи, 11-разовий чемпіон СРСР.
- Леонід Шиман (нар. 1959) — генеральний директор Павлоградського хімічного заводу, головний конструктор ракетних двигунів твердого палива. Герой України.
- Олег Берека (1966—2015) — знаний вчений у галузі використання електричних полів високої напруги для обробки гетерогенних сумішей та рідин.
- Олена Зубрилова (нар. 1973) — українська та білоруська біатлоністка, триразова чемпіонка світу.
- В'ячеслав Сердюк (нар. 1985) — український футболіст, гравець криворізького «Кривбасу».
- Новожилова Ірина Олександрівна (нар. 1986) — українська легкоатлетка, що спеціалізується у метанні молота, учасниця Олімпійських ігор 2008, 2012 та 2016 років.
- Максим Морозько (нар. 1986) — лейтенант медичної служби медичної роти 95-тої ОАМБр Високомобільних десантних військ Збройних Сил України (2014—2015 рр.). Нагороджений Орденом Богдана Хмельницького III ступеня.
- Кондратенко Василь Олексійович (1987—2014) — солдат Збройних сил України, учасник російсько-української війни (з 2014). Нагороджений орденом «За мужність» III ступеня (посмертно).
- Кондратенко Марія Ігорівна (1999) — українська співачка, акторка та блогерка.
- Євдокименко Іван Миколайович (1992—2015) — солдат Збройних сил України, учасник російсько-української війни (з 2014).
- Гринь Дмитро Володимирович (1992—2020) — старший солдат Збройних сил України, загинув під час оборони Вітчизни від московських окупантів.
- Хоба Антон Володимирович (1992—2020) — старший сержант Збройних сил України, учасник російсько-української війни.

У Шостці дитячі роки провів Михайло Максимович (1804—1873) — історик, фольклорист, письменник, перший ректор Київського університету, редактор і видавець альманахів «Киянин», «Українець». Тут пройшло дитинство Миколи Гербеля — поета, перекладача, видавця.
У Шостці вчився та жив Іван Кожедуб (1920—1991) — український і радянський військовий діяч, льотчик-ас часів Другої світової війни, (64 збитих літаки, Тричі Герой Радянського Союзу, маршал авіації).

### Загиблі уросійсько-українській війні
2022
- 8 березня, Виходець Володимир Васильович — кавалер ордена «За мужність» III ступеня
- 11 березня, Шаповалов Анатолій Вікторович — кавалер ордена «За мужність» III ступеня
- 30 березня, Бірюк В'ячеслав Миколайович — кавалер ордена «За мужність» III ступеня
- 30 березня, Кагальняк Андрій Германович — кавалер ордена «За мужність» III ступеня
- 30 березня, Коляда Анатолій Юрійович — кавалер ордена «За мужність» III ступеня
- 26 квітня, Водень Роман Михайлович — кавалер ордена «За мужність» III ступеня
- 14 травня, Бєлік Станіслав Геннадійович — кавалер ордена «За мужність» III ступеня
- 17 травня; Гриценко Віталій Володимирович (1989—2022) — лейтенант Збройних сил України, учасник російсько-української війни.
- 22 травня, Киричук Максим Юрійович — командир 13-го окремого мотопіхотного батальйону 58-мої окремої мотопіхотної бригади; Лицар ордена Богдана Хмельницького III ступеня
- 23 липня, Гуляєв Віталій Анатолійович — полковник, командир 28-мої окремої механізованої бригади імені Лицарів Зимового Походу Збройних сил України
- 29 вересня, Білевич Ігор Володимирович (1971—2022) — український майстер-різьбяр на дереві і педагог, сержант Збройних Сил України, учасник російсько-української війни, що загинув під час російського вторгнення в Україну (з 2022), Заслужений майстер народної творчості України (2017), доцент (2018).

2023
- 24 серпня, молодший сержант Мороз Сергій Валерійович

## Міста-побратими
- Оряхово, Болгарія
- Свідник, Польща[32]
- Франкфурт-на-Одері, Німеччина[33]